# Eraldo Pizzo
Eraldo Pizzo (Genova, 21 aprile 1938) è un ex pallanuotista e dirigente sportivo italiano, oggi vice presidente della Pro Recco. 
Noto con il soprannome di "il caimano" per la sua abilità nel dominare l'acqua, è considerato il più forte pallanuotista italiano di tutti i tempi. Ha vinto la medaglia d'oro ai Giochi della XVII Olimpiade con la squadra italiana.

## Biografia

### Club
Ha legato la sua carriera alla Pro Recco, squadra di cui dal 1966 al 1974 è stato allenatore-giocatore e con la quale ha vinto anche quindici scudetti ed una Coppa dei Campioni, oltre a disputare altre tre finali. Dopo aver ottenuto una promozione in Serie A1 con il Pescara nel 1978, nel 1981 ha conquistato il suo sedicesimo titolo nazionale con la calottina del Bogliasco (il primo della storia per il club ligure).
Tornato nuovamente alla Pro Recco, si ritira nel 1982, all'età di quarantaquattro anni.

### Nazionale

#### Roma 1960

La 500 che la FIAT regalò a Pizzo, come a tutti i componenti della squadra

Pizzo giocò la sua prima Olimpiade nel 1960 a Roma, a soli ventidue anni, e fornì un contributo determinante per la conquista dell'oro. La prima partita che giocò fu contro la Romania, finita 4-3 per gli azzurri; in questa partita Pizzo segnò un gol che risultò essere decisivo per la conquista dei 2 punti. Successivamente affrontò la Repubblica Araba Unita, contro la quale realizzò una tripletta, la Germania, segnando due gol, e l'Unione Sovietica, grande avversaria dell'Italia pronosticata per la lotta finale alla conquista dell'oro, contro cui segnò un gol. Alla fine dell'olimpiade giocata in casa, Pizzo ebbe segnato sette gol e conquistato il suo unico oro olimpico.

#### Tokyo 1964
Nel 1964 Pizzo venne confermato nella squadra azzurra vincitrice dell'oro diretta a Tokyo per difendere il titolo. Durante la sua seconda Olimpiade, giocata a ventisei anni, Pizzo segnò cinque reti, che non bastarono per bissare il primo posto di quattro anni prima. Infatti l'Italia ottenne solamente il quarto posto, avendo passato la prima fase a gironi ma avendo perso entrambe le partite della fase finale. Pizzo segnò una tripletta contro la Romania e una doppietta contro il Giappone, che contribuirono alla vittoria su entrambe le squadre.

Eraldo Pizzo nel 1965.

#### Città del Messico 1968
L'Italia, dopo la delusione di Tokyo, si affida di nuovo a Pizzo, che si dimostra il perno della nazionale italiana. A Città del Messico l'Italia viene inserita nel Girone B, insieme a Giappone, Egitto, Germania dell'Est, l'ospitante Messico, Jugoslavia, Paesi Bassi e Grecia. In questo girone eliminatorio Pizzo segnò ben ventitré gol, assicurando alla nazionale il passaggio del turno. Con la nuova formula del torneo, l'Italia dovette affrontare nelle semifinali l'Unione Sovietica, avversario di alto livello agonistico. Infatti gli azzurri vengono battuti 8-5, con 3 marcature di Pizzo. A causa di questa sconfitta il Settebello si ritrovò a doversi scontrare con l'Ungheria per l'assegnazione del terzo e del quarto posto; nonostante i tre gol di Pizzo, anche questa partita fu persa dalla nazionale italiana, che quindi bissò il quarto posto di Tokyo.

#### Monaco di Baviera 1972
Pizzo fa parte della squadra di pallanuoto azzurra per la quarta volta consecutiva. La squadra aveva voglia di riscattarsi dai due quarti posti scaturiti nelle ultime due Olimpiadi; inserita nel Girone C, esordisce con una sconfitta contro l'Unione Sovietica, seguita da tre vittorie contro Bulgaria, Spagna e Giappone. Pizzo segna una doppietta in tutte e tre le partite. Ma, qualificata per la fase finale, all'Italia non bastò Pizzo per arrivare sul podio: Pizzo segnò altri sei gol che portarono l'Italia solo al sesto posto.

#### Il ritiro dalla nazionale
Pizzo, dopo un intervento per un problema di tonsille, iniziò a soffrire di attacchi d'asma. Questo determinò il suo definitivo abbandono della nazionale dopo le Olimpiadi di Monaco di Baviera. Pizzo racconta la sua enorme difficoltà nel giocare in trasferta nei paesi orientali dove nell'aria c'era una maggior quantità di polvere che rendeva difficile la respirazione. Inizialmente provò con un allora moderno farmaco in pastiglie che limitava l'asma, ma che non gli permetteva di dormire. Perciò seguì la scelta del ritiro dalla nazionale.

### Allenatore e dirigente
Subito dopo il ritiro dall'attività agonistica nel 1982 conquistò la carica presidenziale della Pro Recco per i tre anni successivi. In seguito è stato è stato vice-allenatore della nazionale italiana con Fritz Dennerlein ed ha guidato (oltre alle selezioni giovanili del settebello) anche la nazionale militare, con cui ha ottenuto un oro ed un argento mondiali.. Ha avuto esperienze anche come tecnico del Chiavari, dirigente del Camogli e team manager del Brescia. È un dirigente della Pro Recco.
Nel 2015 è stato inserito nella Walk of Fame del CONI.

#### L'esperienza da tedoforo

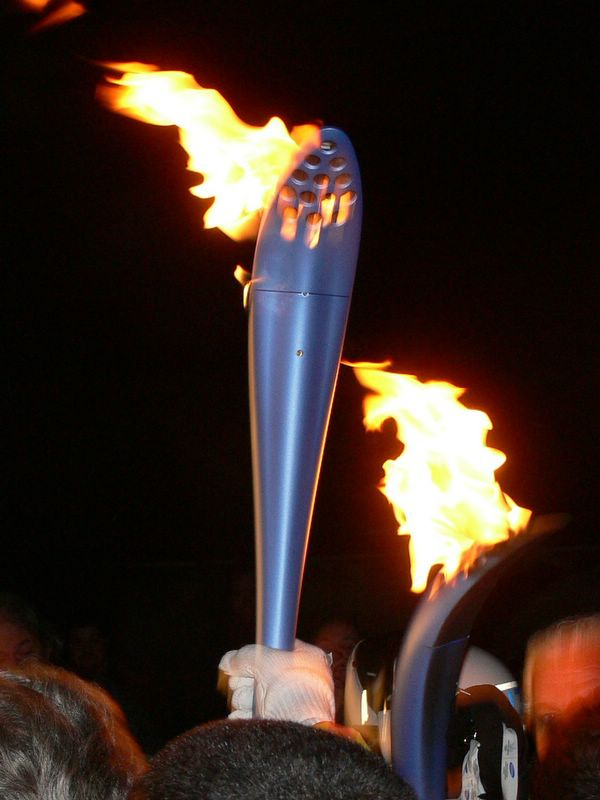
La fiaccola olimpica dei giochi invernali di Torino 2006, quella portata anche da Eraldo Pizzo

Nel 2005, quando Pizzo aveva 68 anni, gli venne annunciata la possibilità di portare la fiamma olimpica per un tratto del centro storico di Genova per una distanza totale di circa 600 metri. Pizzo afferma di aver iniziato ad allenarsi in previsione dell'evento in quanto poco abituato a correre sulla terra ferma. La fiamma fu portata da Pizzo nel dicembre del 2005 per una distanza inferiore a quella preannunciata e lungo un tratto in discesa, che limitò la fatica dell'ex pallanuotista quasi settantenne.

## Presenze e reti nei club
Statistiche aggiornate all'11 gennaio 2015.
| Stagione        | Squadra         | Campionato      | Campionato | Campionato | Coppe nazionali | Coppe nazionali | Coppe nazionali | Coppe continentali | Coppe continentali | Coppe continentali | Totale | Totale |
| Stagione        | Squadra         | Comp            | Pres       | Reti       | Comp            | Pres            | Reti            | Comp               | Pres               | Reti               | Pres   | Reti   |
| --------------- | --------------- | --------------- | ---------- | ---------- | --------------- | --------------- | --------------- | ------------------ | ------------------ | ------------------ | ------ | ------ |
| 1953            | Pro Recco       | Serie B         | ?          | ?          |                 |                 |                 |                    |                    |                    | ?      | ?      |
| 1954            | Pro Recco       | Serie A         | ?          | ?          |                 |                 |                 |                    |                    |                    | ?      | ?      |
| 1955            | Pro Recco       | Serie A         | ?          | ?          |                 |                 |                 |                    |                    |                    | ?      | ?      |
| 1956            | Pro Recco       | Serie A         | ?          | ?          |                 |                 |                 |                    |                    |                    | ?      | ?      |
| 1957            | Pro Recco       | Serie A         | ?          | ?          |                 |                 |                 |                    |                    |                    | ?      | ?      |
| 1958            | Pro Recco       | Serie A         | ?          | ?          |                 |                 |                 |                    |                    |                    | ?      | ?      |
| 1959            | Pro Recco       | Serie A         | ?          | ?          |                 |                 |                 |                    |                    |                    | ?      | ?      |
| 1960            | Pro Recco       | Serie A         | ?          | ?          |                 |                 |                 |                    |                    |                    | ?      | ?      |
| 1961            | Pro Recco       | Serie A         | ?          | ?          |                 |                 |                 |                    |                    |                    | ?      | ?      |
| 1962            | Pro Recco       | Serie A         | ?          | 27         |                 |                 |                 |                    |                    |                    | ?      | ?      |
| 1963            | Pro Recco       | Serie A         | ?          | ?          |                 |                 |                 |                    |                    |                    | ?      | ?      |
| 1964            | Pro Recco       | Serie A         | ?          | ?          |                 |                 |                 |                    |                    |                    | ?      | ?      |
| 1965            | Pro Recco       | Serie A         | ?          | ?          |                 |                 |                 |                    |                    |                    | ?      | ?      |
| 1966            | Pro Recco       | Serie A         | ?          | ?          |                 |                 |                 |                    |                    |                    | ?      | ?      |
| 1967            | Pro Recco       | Serie A         | ?          | ?          |                 |                 |                 |                    |                    |                    | ?      | ?      |
| 1968            | Pro Recco       | Serie A         | ?          | ?          |                 |                 |                 |                    |                    |                    | ?      | ?      |
| 1969            | Pro Recco       | Serie A         | ?          | 69         |                 |                 |                 |                    |                    |                    | ?      | ?      |
| 1970            | Pro Recco       | Serie A         | ?          | ?          |                 |                 |                 |                    |                    |                    | ?      | ?      |
| 1971            | Pro Recco       | Serie A         | ?          | ?          |                 |                 |                 |                    |                    |                    | ?      | ?      |
| 1972            | Pro Recco       | Serie A         | ?          | ?          |                 |                 |                 |                    |                    |                    | ?      | ?      |
| 1973            | Pro Recco       | Serie A         | ?          | ?          |                 |                 |                 |                    |                    |                    | ?      | ?      |
| 1974            | Pro Recco       | Serie A         | ?          | ?          |                 |                 |                 |                    |                    |                    | ?      | ?      |
| 1975            | Pro Recco       | Serie A         | ?          | ?          |                 |                 |                 |                    |                    |                    | ?      | ?      |
| 1976            | Pro Recco       | Serie A         | ?          | ?          |                 |                 |                 |                    |                    |                    | ?      | ?      |
| 1977            | Pro Recco       | Serie A         | ?          | ?          |                 |                 |                 |                    |                    |                    | ?      | ?      |
| Totale carriera | Totale carriera | Totale carriera | ?          | ?          |                 |                 |                 |                    |                    |                    | ?      | ?      |

## Palmarès

### Club
- Campionato italiano: 16

Pro Recco: 1959, 1960, 1961, 1962, 1963-1964, 1964-1965, 1965-1966, 1966-1967, 1967-1968, 1968-1969, 1969-1970, 1970-1971, 1971-1972, 1973-1974, 1982
Bogliasco: 1981
- Eurolega: 1

Pro Recco: 1965

### Nazionale
- Olimpiadi

Roma 1960: 
- Giochi del Mediterraneo

Napoli 1963: 

## Riconoscimenti
- Nel maggio 2015, una targa a lui dedicata fu inserita nella Walk of Fame dello sport italiano a Roma, riservata agli ex-atleti italiani che si sono distinti in campo internazionale.[10][14]